# La Rencontre (film, 1981)
Pour les articles homonymes, voir La Rencontre.
Pour plus de détails, voir Fiche technique et Distribution.
La Rencontre (arabe : شرم يكا soit Beyroutou el lika) est un film libanais réalisé par Borhane Alaouié, sorti en 1981. Il évoque Beyrouth pendant la guerre du Liban.

## Synopsis
Après le rétablissement des communications téléphoniques entre Beyrouth est et ouest, deux anciens amants, l'un chrétien et l'autre musulmane, n'arrivent pas à se retrouver.

## Fiche technique
- Titre : La Rencontre
- Titre original : arabe : شرم يكا (Beyroutou el lika)
- Réalisation : Borhane Alaouié
- Scénario : Ahmed Beydoun
- Photographie : Alexis Grivas et Charles Van Damme
- Montage : Eliane Du Bois
- Production : Hassen Daldoul
- Société de production : Ciné Libre, Établissement arabe de production cinématographique et SATPEC
- Société de distribution : France Média (France)
- Pays de production :  Liban,  Tunisie et  Belgique
- Genre : drame et guerre
- Durée : 125 minutes
- Dates de sortie : 
  - Italie : 1981 (Mostra de Venise)
  - France : 16 mars 1983

## Distribution
- Haithem el Amine : Haydar
- Nadine Acoury : Zeina
- Najoua Haydar : Zamzam
- Houcem Sabbah : Mustafa
- Renée Dick : la mère de Zeina
- Raafet Haydar : le frère de Zeina

## Distinctions
Le film est présenté en sélection officielle en compétition lors de Berlinale 1982.